# Czaczek
Czaczek [ˈt͡ʂat͡ʂɛk] (tiếng Đức: Schätzels)  là một ngôi làng ở quận hành chính của Gmina Barciany, thuộc huyện Kętrzyński, Zachodniopomorskie, ở miền bắc Ba Lan, gần biên giới với Kaliningrad của Nga.
Trước năm 1945, khu vực này là một phần của Đức (Đông Phổ).